# Michelangelo Andrioli
Michelangelo Andrioli (Verona, 1672 – Venezia, 1713) è stato un medico italiano.
Medico primario a Klagenfurt, scrisse numerose opere, quali: Consilium veterum et neotericorum de conservanda valetudine 1693); Novum et integrum systema physico-medico (1694); Physiologia (1701); De febribus et morbis acutis (1711).